# The Nugrape Twins
The Nugrape Twins waren eine US-amerikanische Gospel-Gruppe, die um 1926 einige Platten bei den Columbia Records aufnahmen.

## Biographie
Die beiden Zwillinge machten ihr Aufnahme-Debüt am 2. November 1927 in Atlanta, Georgia. Während dieser Session wurden ihre beiden bekanntesten Titel I Got Your Ice Cold Nugrape und There’s A City Built Of Mansions eingespielt. Die Titel wurden bei Columbia veröffentlicht (Katalognummer 14–187). Über ihr weiteres Leben vor oder nach den Aufnahmen ist nichts bekannt, bei einer zweiten Session 1927 wurden sie Mark & Matthew (the Nugrape Twins) genannt. Bei ihren Titeln wurden sie von einem Klavier begleitet.

## Diskographie
| Jahr             | Titel                                                                         | Anmerkungen |
| ---------------- | ----------------------------------------------------------------------------- | ----------- |
| Columbia Records |                                                                               |             |
| 1926             | I Got Your Ice Cold Nugrape / There’s A City Built Of Mansions                |             |
| 1927             | The Road Is Rough and Rocky / Pray Children, Pray If You Want To Go To Heaven |             |